# Rioute
La rioute est une viennoiserie traditionnelle de Savoie.

## Étymologie
Le mot est issu du latin retorquere, signifiant « retordre ». Le mot est attesté dans l'ensemble alpin savoyard (Genevois, Savoie Propre, Chablais, Beaufortain et Tarentaise).
Dans l'aire culturelle suisse-roman et savoyard, la rioute est une branche flexible utilisée pour lier les gerbes et les fagots.

## Description
La rioute constitue un biscuit très sec et dur fait de pâte à pain aromatisé à l'anis. Elle prend la forme d'un anneau (ou plus rarement d'un huit) d'une dizaine de centimètres de diamètre.
Des rioutes étaient généralement préparées lors des foires. Mais ces biscuits s'emportaient également pour toute occasion, notamment les pèlerinages, enfilés sur un bâton porté sur l'épaule. Un article paru dans la revue Travaux de la Société d'histoire et d'archéologie de Maurienne (1978) indique « La rioute est une pâtisserie de forme presque circulaire, composée de farine de froment bien sassée, de beurre, de crème et de jaunes d'œufs », que le parrain ou la marraine offre le dimanche des Rameaux, à Saint-Alban-d'Hurtières.
Pour l'assouplir, la rioute est volontiers trempée dans un verre de vin rouge, de préférence fruité, que le biscuit sec absorbe.